# Pniewy (gemeente in powiat Grójecki)
De gemeente Pniewy is een landgemeente in het Poolse woiwodschap Mazovië, in powiat Grójecki.
De zetel van de gemeente is in Pniewy.
Op 30 juni 2004 telde de gemeente 4579 inwoners.

## Oppervlakte gegevens
In 2002 bedroeg de totale oppervlakte van gemeente Pniewy 102,05 km², waarvan:
- agrarisch gebied: 73%
- bossen: 21%

De gemeente beslaat 7,38% van de totale oppervlakte van de powiat.

## Demografie
Stand op 30 juni 2004:
| Omschrijving                   | Totaal | Totaal | Vrouwen | Vrouwen | Mannen | Mannen |
| ------------------------------ | ------ | ------ | ------- | ------- | ------ | ------ |
| eenheid                        | aantal | %      | aantal  | %       | aantal | %      |
| inwoners                       | 4579   | 100    | 2250    | 49,1    | 2329   | 50,9   |
| bevolkingsdichtheid (inw./km²) | 44,9   | 44,9   | 22      | 22      | 22,8   | 22,8   |

In 2002 bedroeg het gemiddelde inkomen per inwoner 1162,44 zł.

## Administratieve plaatsen (sołectwo)
Aleksandrów, Budki Petrykowskie, Ciechlin, Cychry, Daszew, Dąbrówka, Ginetówka, Jeziora, Jeziora-Nowina, Jeziórka, Józefów, Jurki, Karolew, Kocerany, Kolonia Jurki, Konie, Kornelówka, Kruszew, Kruszewek, Michrów, Michrówek, Michrów-Stefów, Natalin, Nowina-Przęsławice, Osieczek, Pniewy, Przęsławice, Przykory, Rosołów, Teodorówka, Wiatrowiec, Wilczoruda, Wilczoruda-Parcela, Witalówka, Wola Grabska, Wola Pniewska, Wólka Załęska, Załęże Duże.

## Aangrenzende gemeenten
Belsk Duży, Błędów, Grójec, Mszczonów, Tarczyn, Żabia Wola